# ペンタセキュリティ
ペンタセキュリティ（韓国語：펜타시큐리티）は、韓国に本社があるITセキュリティの企業である。Webセキュリティ、暗号化、認証の３つのコア技術を基盤とし、主にWebアプリケーションのセキュリティ、データセキュリティ、そしてPKI（公開鍵インフラストラクチャ）のような企業情報セキュリティソリューションを提供している。現在はモビリティやブロックチェーン領域でのビジネス展開も行っている。

## 概要
1997年、韓国のソウルで代表取締役社長の李 錫雨（イ・ソグ）により設立された。Webアプリケーションセキュリティ、暗号化、認証の３つのコア技術を保有し、政府、教育、公共、金融機関、大手企業、中小企業など、4,000社以上の企業に導入されている。日本法人は2009年1月に法人設立された。
また、タイ・シンガポール（2010年）、マレーシア・台湾・オーストラリア・インドネシア（2011年）、ルワンダ・アメリカ（2013年）など、海外市場に進出している。

## 受賞および認証
- 2003年、韓国政府からのe-Governmentプロジェクト完了賞を受賞。
- 2006年、データベース暗号化ソリューションD'Amoが韓国政府からのGS (Good Software)認証を取得。[2]
- 2007年、Webファイアウォール製品のWAPPLESが、韓国政府からのGS (Good Software)認証を取得。[3]
- 2008年、WAPPLES製品がCC(Common Criteria)認証EAL 4を取得。
- 2008年、WAPPLES製品が国家情報院(Korean National Intelligence)のセキュリティ適合性認証を取得。
- 2008年、WAPPLES製品が韓国政府からのインテリジェントソフトウェア優秀賞を受賞。
- 2009年、WAPPLESが新ソフトウェア商品大賞のエンベデッドソフトウェア部門でGrand Prizeを受賞。[4]
- 2009年、WAPPLESがPCI-DSSのバージョン1.2要件6.6の適合性テストの認証を取得。[5]
- 2009年、韓国知識経済省からの新技術実用化国務総理表彰を受賞。[6]
- 2010年、WAPPLESは第9回韓国のソフトウェア競争力アワードでグランプリを受賞。[7]
- 2010年、李錫雨代表取締役社長が'the Senior Information Security Professional category at the International Information System Security Certification Consortium (ISC)²で受賞。
- 2010年、WAPPLESがIPv6 Readyシルバーのロゴ(IPv6)を取得。[8]
- 2011年、Open Web Application Security Projectの正式スポンサーメンバーとして登録（OWASP）。[9]
- 2011年、ペンタセキュリティのデータベースセキュリティソリューション、D’Amo2.3がSAPの認証を取得。[10][11]
- 2012年、WAPPLESのV-SeriesがVMware Ready認証を取得。
- 2012年、WAPPLES製品が CC(Common Criteria)認証 国際用 EAL 4を取得。[12]
- 2013年、第12回韓国ソフトウェア企業競争力部門「情報保護ソフトウェア部門最優秀賞」受賞。[13]
- 2013年、WAPPLES,韓国政府エコ技術およびエコ技術製品認証取得。
- 2013年、WAPPLES v4.0,韓国政府GS(Good Software)認証取得。
- 2013年、フロスト＆サリバン(frost & Sullivan)今年のWAFア ワード 受賞(Web Application Firewall of the Year)。[14]
- 2013年、韓国の未来創造科学部からIT Innovation対象「未来創造科学部長官表彰」受賞。[15]
- 2014年、フロスト＆サリバン(frost & Sullivan)、2年連続「今年のWebアプリケーションファイアウォール」受賞[16]
- 2014年、韓国情報通信技術協会(TTA)からWAPPLESが2014年SW品質大賞「優秀賞」受賞。
- 2015年、データ暗号化プラットフォームのD’Amo、第2回大韓民国ソフトウェア品質大賞で最優秀賞を受賞。
- 2016年、韓国情報通信技術協会(TTA)からWAPPLESが2014年SW品質大賞「優秀賞」受賞。
- 2016年、MyDiamo、Cyber Defense Magazine Awards「2016年データ漏えい防御編集者選定」受賞。 [17]
- 2016年、WAPPLES、Cyber Defense Magazine Awards「2016年Webセキュリティソリューション注目企業」受賞。[18]
- 2016年、韓国情報保護学会主催「第22回情報通信網情報保護カンファレンス(NETSEC-KR 2016)」優秀企業代表賞受賞。
- 2016年、Cloudbric、SCマガジンアワードヨーロッパの「最高の中小企業セキュリティソリューション」部門で受賞。[19]
- 2016年、ペンタセキュリティ、フロスト＆サリバン「2016 アジア・パシフィック最高のセキュリティベンダー」に選定。
- 2016年、Cloudbric、米国家サイバーセキュリティ協議会(NCSA)のNCSAMチャンピオン2回連続選定。
- 2018年、Ｄ’Amo、Cybersecurity Excellence Award「データベースセキュリティ」で1位受賞。
- 2018年、Penta Smart Factory Security、Cyber security Excellence AwardsのIoT Security部門でBronze受賞。[20]
- 2019年、AutoCrypt、TU-Automotive Awards「Best Auto Cybersecurity Product/Service」受賞。[21]
- 2019年、経済協力開発機構（OECD)傘下の国際交通フォーラム（ITF、International Transport Forum）に企業協力理事会（CPB、Corporate Partnership Board)の会員社として加入。[22]
- 2020年、 オープンソースDB暗号化ソリューション MyDiamo, 「Best Database Security Solution部門」ファイナリストに選定。
- 2020年、ISO 9001:2015 / ISO 14001:2015 / ISO 27001:2015認証獲得。
- 2020年、WAPPLES、「Fortress Cyber Security Awards Application Security 部門」受賞。[23]
- 2020年、Penta IoT Security、APAC 「IoT-based Smart Security Solution Technology Innovation Award 」受賞。[24]
- 2020年、ペンタセキュリティシステムズ 代表取締役社長 李錫雨、「ITサービス功労者賞」受賞。
- 2021年、Best Cybersecurity Company 部門 Gold Winner 受賞 - CyberSecurity Excellence Awards[25]
- 2021年、Most Innovative Cybersecurity Company 部門 Gold Winner 受賞 - CyberSecurity Excellence Awards[26]
- 2021年、Company of the Year / Security Hardware 部門 Gold Winner 受賞 - Cyber Security Global Excellence Awards, Globee Awards[27]
- 2021年、IoT向け暗号モジュール Penta IoT-CC v1.0, KCMVP(Korea Cryptographic Module. Validation Program)認証
- 2021年、Most Innovative in Web Application Security Winner部門 受賞 - Global InfoSec Awards, Cyber Defense Magazine[28]
- 2021年、Overall Web Security Solution Provider of the Year部門 受賞 - 2021 CyberSecurity Breakthrough Awards[29]
- 2022年、Most Innovative Cybersecurity Company 部門 Gold Winner 受賞 – CyberSecurity Excellence Awards[30]
- 2022年、Best Cybersecurity Company 部門 Silver Winner 受賞 – CyberSecurity Excellence Awards[31]
- 2023年、フロスト＆サリバン 「South Korean Web Application Firewall Company of the Year 」受賞 – 2023 Best Practices Award
- 2024年、WAPPLES、「セキュリティハードウェア部門」金賞 – Globee Awards for Cybersecurity Cloudbric WAF+「Webアプリケーションセキュリティ＆ファイアウォール部門」銀賞 – Globee Awards for CybersecurityD’Amo、「データセキュリティ部門」銅賞 – Globee Awards for Cybersecurity
- 2024年、WAPPLES、「Application Security部門」受賞 – Fortress Cybersecurity Award
- 2024年、フロスト＆サリバン 「South Korean Web Application Firewall Company of the Year 」受賞 – 2024 Best Practices Award
- 2025年、フロスト＆サリバン 「South Korean Web Application Firewall Company of the Year 」受賞 – 2025 Best Practices Award

## 製品

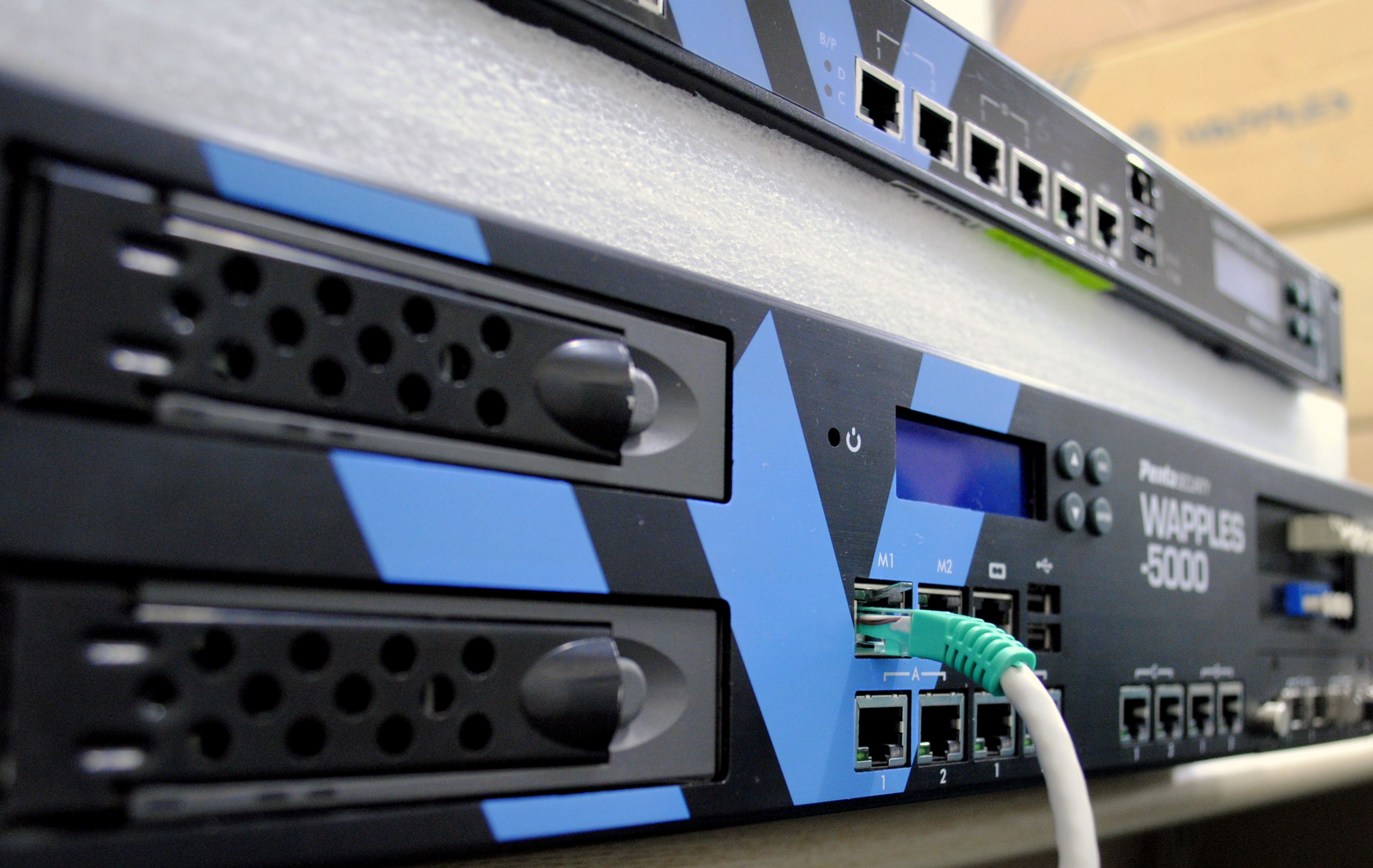
ペンタセキュリティのWebアプリケーションファイアウォール、WAPPLES

### WAPPLES（ワップル）
2005年、WAF（Webアプリケーションファイアウォール）製品「WAPPLES」を発売。トラフィックの論理的分析に基づいた論理演算ロジック型検知エンジンでWeb攻撃を正確に検知・遮断する。WAPPLESはOWASPにより発表されている最も危険なWebアプリケーションレベルの攻撃のTop10からWebアプリケーションを保護する製品であり、PCI-DSSのバージョン1.2要件6.6に適合してCC（コモンクライテリア）やIPv6のReadyログなどを取得している。独自開発した検知エンジンは、韓国でWebアプリケーション攻撃を検知する方法（Method for Detecting a Web Application Attack、特許番号10-2010-0064363）、セキュリティルールに基づいたWeb攻撃の検知方法（Method for Detecting a Web Attack Based on a Security Rule、特許番号10-2009-0077410）の特許を取得している。アメリカと日本にも特許を出願し、2012年1月に日本で特許（特許番号4977888）を取得した。その他、複数のWAPPLESを統合管理する「WAPPLES MS（WAPPLES Management System）」や、クラウド環境でのセキュリティを確保する「WAPPLES V-Series」などもリリースされている。

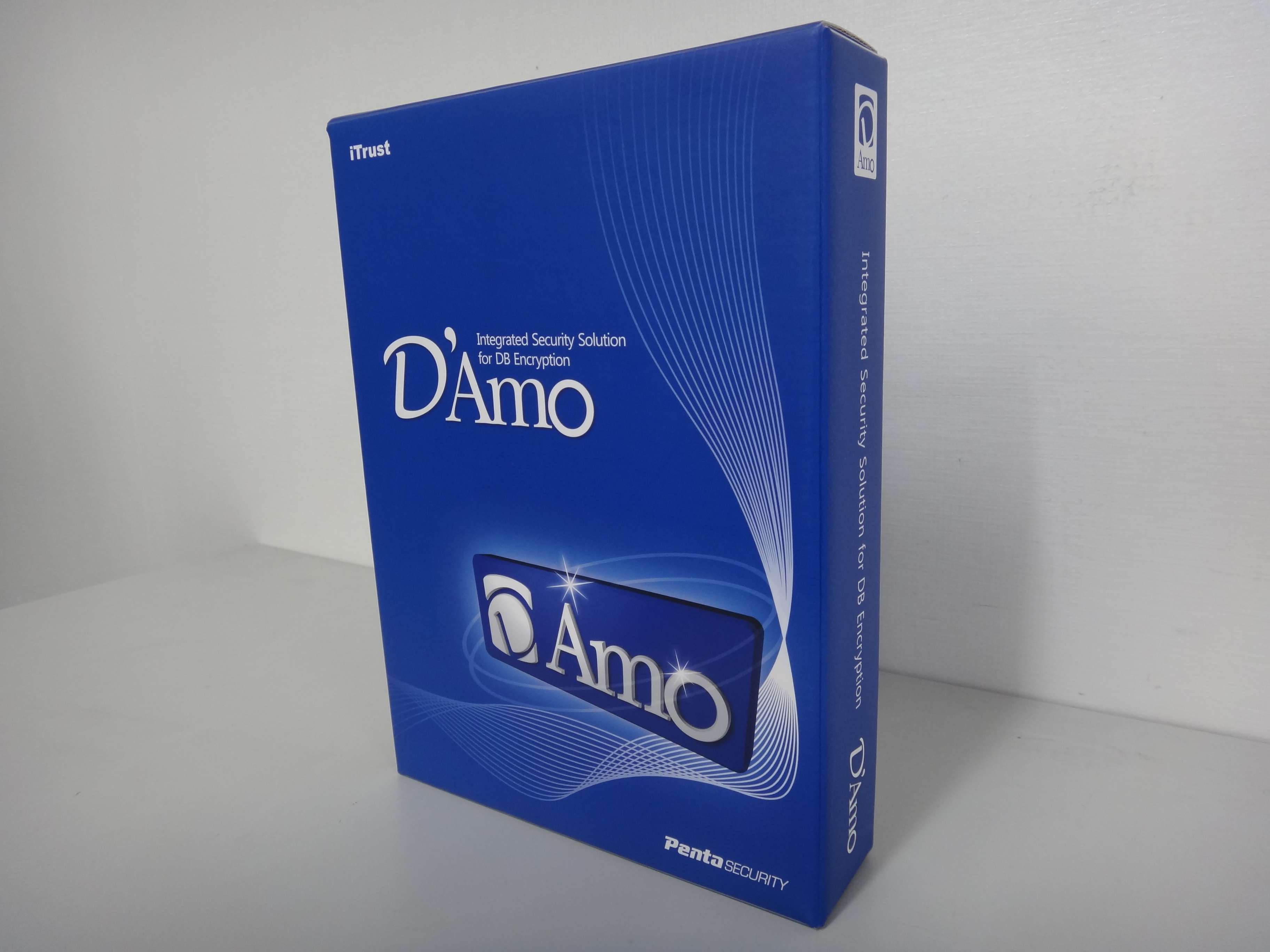
2004年に発売されたデータ暗号化ソフトウェア（データ暗号化ソフトウェア）、D.AMO

ペンタセキュリティは全世界で運用中の「WAPPLES/Cloudbric WAF＋」から検知されたログ情報をもとに、Web攻撃動向分析レポートの「WATT Report」を公式ホームページ(www.pentasecurity.co.jp)にて公開している。WAPPLES/Cloudbric WAF＋の検知ルールに基づいて 、主要Web攻撃に関する各種の統計情報、主要攻撃元からの攻撃タイプやMalicious IP数推移情報、主要Web攻撃発信元国の統計情報、産業別・時間帯別のWeb攻撃情報などを提供している。

### D.AMO（ディアモ）

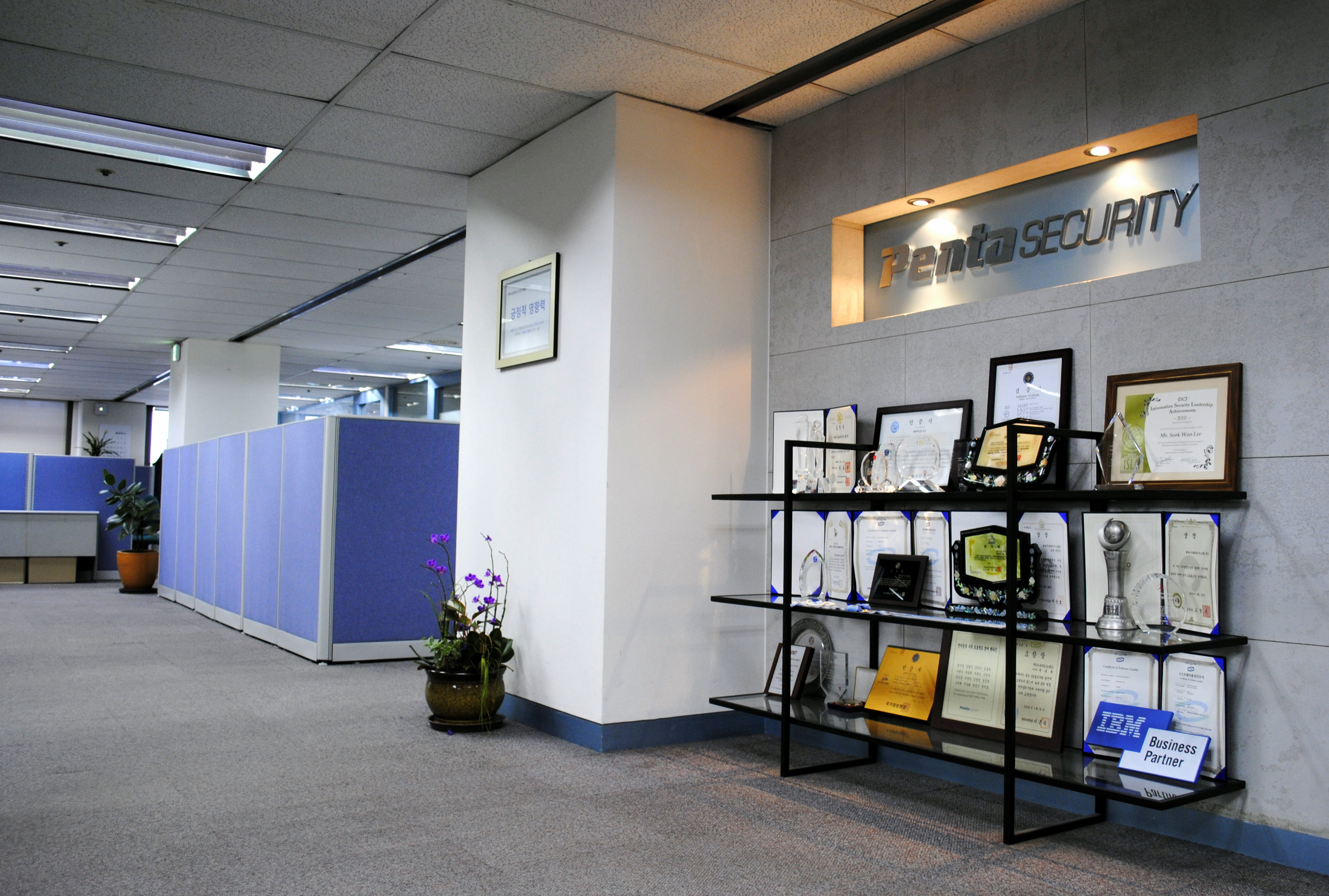
本社内にディスプレイされている受賞履歴

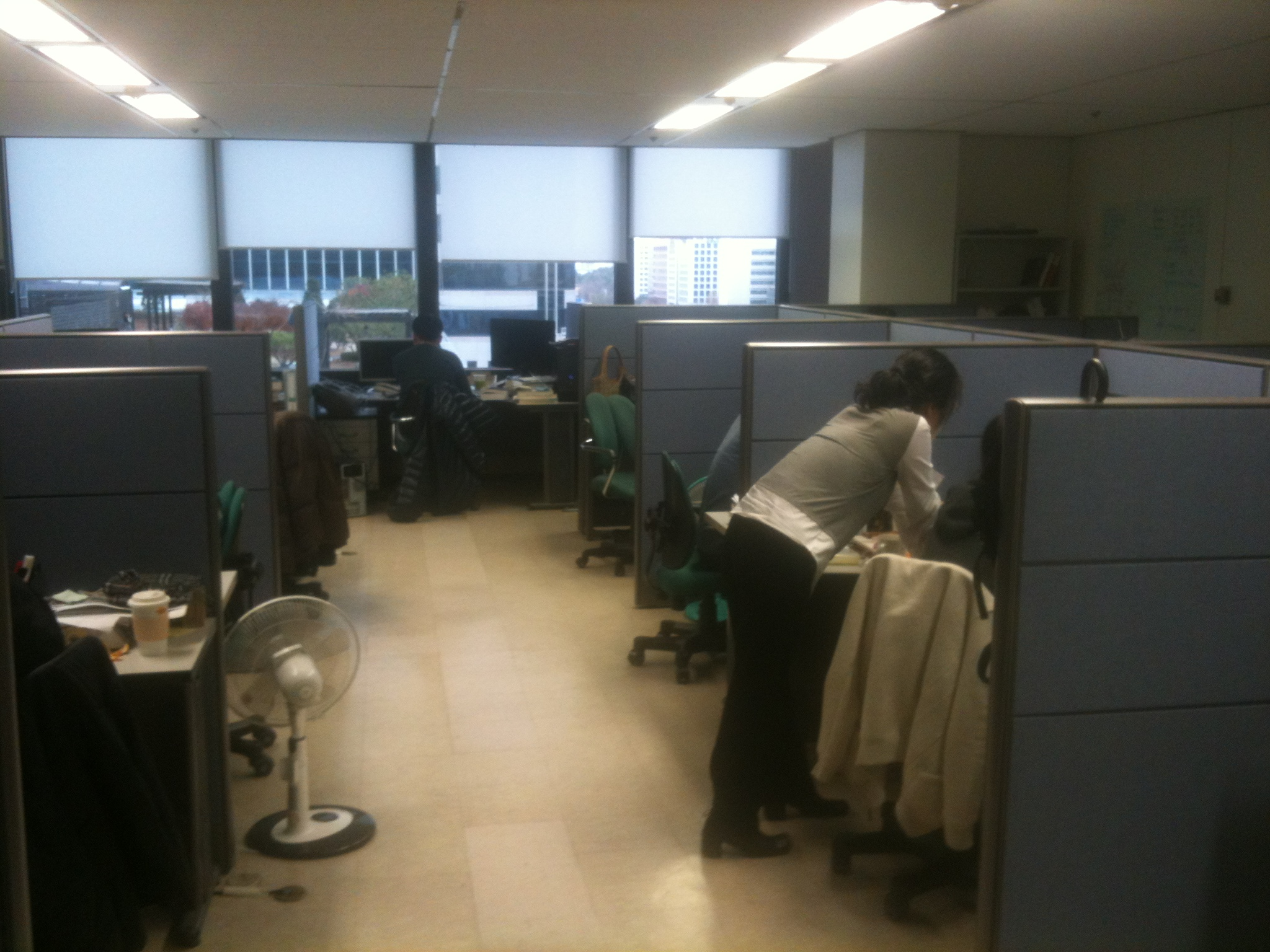
ペンタセキュリティのR＆Dセンター：私立学校協会ビルの７階
（韓国ソウル）

2004年にリリースされた「D'Amo（現：D.AMO）」は、韓国初のデータベース暗号化ソリューションで、カラム単位暗号化、アクセス制御、監査機能を提供する。DB管理者とセキュリティ管理者の職務を明瞭に分離し、役割に応じた権限を実現する。インデックスカラムの暗号化方法に対する韓国での特許を取得し、韓国政府からの様々な賞を受賞した。また、韓国情報通信技術協会（Telecommunications Technology Association of Korea）からのGS（Good Software）認証も取得している。
D.AMOは、韓国での特許2件、アメリカでの特許1件で、全3件の特許を取得している。「インデックスカラム暗号化方法（Index Column Encryption Method、韓国特許番号：10-0698834）」、「クエリ暗号化トランスフォーメーションによる暗号化カラムのデータベースのためのクエリ処理システム及び方法（Query processing system and method for database with encrypted columns by query encryption transformation、韓国特許番号：10-0859162）」、「クエリ暗号化トランスフォーメーションによる暗号化カラムのデータベースのためのクエリ処理システム及び方法（アメリカ特許番号：2009/0100033）」。そして、2011年8月、D.AMOバージョン2.3はSAP NetWeaverの統合認証を取得した。
2015年には、POS決済プロセス上で採用されるクレジットカード情報をカード端末機から決済サーバまで安全に暗号化するEnd to End Securityソリューション「D.AMO for POS」を発売し、業界で好評を得ている。
また、2013年よりMySQL専用のデータベース暗号化リューション「MyDiamo」を提供していたが、2024年4月よりD.AMOブランドに統一し、「D.AMO DE」となった。

### Cloudbric （クラウドブリック）
2015年、クラウド型WAFサービス「Cloudbric WAF＋」を発売。日本・韓国・米国で特許を取得した高度な攻撃検知エンジンを有し、Webセキュリティ確保に必須とされる5つのサービス（WAF、DDoS攻撃、SSL証明書、脅威IP遮断、悪性ボット遮断）を備えており、これひとつで多様化するサイバー攻撃から企業のWebシステムを保護することができる。他にも、AWS WAFに特化した運用管理サービス「Cloudbric WMS for AWS WAF」やAWS WAF専用のマネージドルール「Cloudbric Managed Rules」、既知・未知の脅威に備えるセキュリティ診断サービス「Cloudbric 脆弱性診断」など、企業向けのクラウド基盤セキュリティサービスを展開している。

### 他のソリューション
ペンタセキュリティは、「ISSAC-Web」とiSIGN+ソリューションを提供している。以前、PACA-Web という製品名で1998年にリリースされたISSAC-Webは、公開鍵基盤の暗号化ソリューション（PKI: public key infrastructure）であり、WebサーバとWebブラウザの間で安全なデータの転送をサポートする。2010年ペンタセキュリティは、スマートフォン向けのISSAC-Webをリリースした。iSIGN+は、PKIを採用した権限管理（PMI: privilege management infrastructure）を提供するユーザ認証システムである。

## 関係会社

### アウトクリプト株式会社（AUTOCRYPT Co., Ltd.)
AutoCrypt(アウトクリプト)はペンタセキュリティのIoT融合セキュリティ研究所の「PICL（Penta IoT Convergence Lab）」を中心に7年にかけて研究・開発し、2015年8月に発売したスマートカー・セキュリティ・ソリューションである。車両外部からの攻撃トラフィックをアプリケーション層(L7)で検知する世界で初となる車両用ファイアウォール、スマートカーに必要な様々な暗号鍵や証明書及び路車間通信と車両間通信に必要な鍵のライフサイクルを管理可能。2019年、ペンタセキュリティは未来の自動車におけるサイバーセキュリティ強化に向けて、自動車セキュリティ事業を分社化した。分社化後の会社名は「アウトクリプト株式会社（AUTOCRYPT Co., Ltd.)」に決定）。

## 沿革
2023年
- ペンタセキュリティ株式会社に社名変更

2019年
- アウトクリプト（AUTOCRYPT）分社化
- Penta Blockchain Lab(PEBL)設立

2018年
- 暗号資産ウォレット「PALLET」リリース

2017年
- 韓国の自動走行自動車実験都市「K-CITY」にAutoCrypt提供
- スマートファクトリーセキュリティソリューション「Penta Smart Factory Security」、  スマートメータリングセキュリティソリューション「Penta Smart Metering Security」リリース
- クラウド事業者向けのＷebアプリケーションファイアウォール「WAPPLES Cloud」リリース
- クラウドブリック株式会社分社化

2016年
- ポップコーンザーとのMOUでアウトクリプトオートザー(AUTOSAR)標準技術適用
- 正品認証ソリューションD’EAL(D’Amo Seal)をリリース
- 「2016アジア・パシフィック最高のセキュリティベンダー」に選定(フロスト＆サリバン社)
- クラウド事業者向けのＷebアプリケーションファイアウォール「WAPPLES　Cloud」リリース

2015年
- WebアプリケーションファイアウォールのWAPPLESがアジア・パシフィック市場シェア1位達成 (2015 Frost IQ 報告書）
- 自動車セキュリティ製品「AutoCrypt(アウトクリプト)リリース
- クラウド規範のWebアプリケーションファイアウォールサービス「Cloudbric(クラウドブリック)」韓国リリース
- IoT融合セキュリティ研究室設立
- WAPPLES V-Series G　クラウド最適化バージョンリリース
- イメージファイル暗号化ソリューションリリース
- クラウド基盤のWebアプリケーションファイアウォールサービス「Cloudbric(クラウドブリック)」グローバルリリース

2014年
- 韓国初車両通信セキュリティ技術確保（IEEE 1609.2全体規格実現およびテストベッド適用）
- アメリカテキサスヒューストン現地法人(Penta Security Systems Corporation)設立

2013年
- 2013年10月に日本独自にWAFのクラウドサービスとしてWAPPLES Cloud Service Platform (WCSP)サービスを開始
- 2013年11月にMySQLやMariaDBのOSS系DB向け暗号化製品の発売を開始[49]リリース
- WAPPLES v4.0,韓国政 府GS(Good Software)認証取得
- フロスト＆サリバン(frost & Sullivan)今年のWAFアワード受賞(Web Application Firewall of the Year)